# Goof Blikscha
Goof Blikscha (Engels: Ernie Prang) is een personage uit de serie boeken rond Harry Potter van de Engelse schrijfster Joanne Rowling. Blikscha is de chauffeur van de Collectebus. Hij heeft een bril met grote jampotglazen en heeft een bejaard uiterlijk. 
In het derde boek ontmoet Harry Potter Goof Blikscha nadat hij bijna wordt overreden door de Collectebus, een magisch vervoermiddel voor gestrande tovenaars en heksen. Blikscha staat bekend als de chauffeur en heeft ook een assistent: Sjaak Stuurman. Hij is de conducteur van de Bus en praat tijdens de ritten veel met Goof over de meest uiteenlopende onderwerpen. 
Goof is van zichzelf eigenlijk heel erg stil. Hij zegt eigenlijk nooit iets als er tegen hem gepraat wordt alhoewel hij wel luistert (omdat hij wel naar de juiste plaats van bestemming rijdt als hij dat van Sjaak te horen krijgt). Vooral tijdens zijn werk is zijn gedachte alleen maar gefocust op de weg.
Tijdens het rijden met de Collectebus is Goof meer een geoliede machine dan een chauffeur. Hij rijdt vaak genoeg in de dreuzelwereld en het rijgedrag van Goof is -vanuit dreuzelogen gezien- als zeer gevaarlijke wegpiraterij te beschouwen. Aangezien dreuzels de Collectebus niet kunnen zien, kan de Collectebus niet door dreuzelobjecten heen rijden. Goof zigzagt daarom met de bus overal omheen waarbij snelheden van 200 à 300 km/u niet ongewoon zijn. Vaak leidt dit tot bijna botsingen waarbij Goof op het allerlaatste moment reageert zonder ook maar een spier te verrekken, door de bus abrupt te laten afremmen. Daarna gebruikt hij soms als het nodig is magische handigheden die in de bus zitten, om daarna toch langs benarde verkeerssituaties te komen.
In het zesde boek is Blikscha aanwezig op de begrafenis van Albus Perkamentus, samen met tal van andere tovenaars en heksen.